# Nederlandse kampioenschappen schaatsen afstanden 2011 - 5000 meter vrouwen
De 5000 meter vrouwen op de Nederlandse kampioenschappen schaatsen afstanden 2011 werd gehouden op zondag 7 november 2010. Er waren vijf plaatsen te verdelen voor de wereldbeker schaatsen 2010/2011. Titelhoudster was Renate Groenewold die de titel pakte tijdens de Nederlandse kampioenschappen schaatsen afstanden 2010, geen van de schaatssters was in het bezit van een beschermde status.

## Statistieken

### Uitslag
| #      | Schaatser              | Tijd    |
| ------ | ---------------------- | ------- |
| Goud   | Moniek Kleinsman       | 7.15,61 |
| Zilver | Carlijn Achtereekte    | 7.18,14 |
| Brons  | Marije Joling          | 7.19,49 |
| 4      | Annouk van der Weijden | 7.22,50 |
| 5      | Maria Sterk            | 7.22,93 |
| 6      | Irene Schouten         | 7.23,67 |
| 7      | Lisette van der Geest  | 7.29,53 |
| 8      | Janneke Ensing         | 7.30,85 |
| –      | Jorien Voorhuis        | DQ      |
| –      | Linda de Vries         | DQ      |

### Loting
| Rit | Binnenbaan            | Buitenbaan             |
| --- | --------------------- | ---------------------- |
| 1   | Lisette van der Geest | Irene Schouten         |
| 2   | Marije Joling         | Annouk van der Weijden |
| 3   | Maria Sterk           | Janneke Ensing         |
| 4   | Moniek Kleinsman      | Linda de Vries         |
| 5   | Jorien Voorhuis       | Carlijn Achtereekte    |

1987 · 
1988 · 
1989 · 
1990 · 
1991 · 
1992 · 
1993 · 
1994 · 
1995 · 
1996 · 
1997 · 
1998 · 
1999 · 
2000 · 
2001 · 
2002 · 
2003 · 
2004 · 
2005 · 
2006 · 
2007 · 
2008 · 
2009 · 
2010 · 
2011 · 
2012 · 
2013 · 
2014 · 
2015 · 
2016 · 
2017 · 
2018 · 
2019 · 
2020 · 
2021 · 
2022 · 
2023 · 
2024 · 
2025